# Tianjin Volleyball Club
 A equipe de voleibol feminino do Tianjin Nuzi Paiqiu Dui (Chinês: 天津怒子排球堆) é  um time chines de voleibol indoor  da cidade de Tianjin, fundado em 1993, filiado a Associação Chinesa de Voleibol medalhista de ouro na edição do Campeonato Asiático de Clubes de 2019 no Vietnã.

## Resultados obtidos nas principais competições

### Títulos conquistados
- Campeonato Asiático:2005,2006,2012 e 2019
- Campeonato Asiático:2009, 2011 e 2014
- Campeonato Asiático:2017
- Liga A Chinesa:2002–03, 2003–04, 2004–05, 2006–07, 2007–08, 2008–09, 2009–10, 2010-11, 2012–13, 2015-16 e 2017-18
- Liga A Chinesa:2005–06, 2013-14 e 2018–19
- Liga A Chinesa:2001-02, 2011-12 e 2016-17
- Campeonato Nacional:2003, 2006, 2007 e 2017
- Campeonato Nacional:2012, 2013 e 2015
- Campeonato Nacional:2011
- Copa da China:2004, 2006, 2007, 2008, 2009, 2010 e 2014
- Copa da China:2012, 2013 e 2015
- Jogos Nacionais:2005,2009 e 2013

### Outras campanhas
Mundial de Clubes
- Terceiro colocado: 2023

## Alcunhas utilizadas
- Tianjian Kumho Tires Volleyball Club (1997-1999)
- Tianjin Bridgestone Volleyball Club (2000-2011)
- Tianjin Bohai Bank Volleyball Club (2012–atual)